# 空气动力中心

两个典型翼型的表面压力分布图，图中 c.a 即为空气动力中心。

空气动力中心（英語：aerodynamic center，简称）在空气动力学中是指翼型上的一个定点，绕该点的俯仰力矩不随迎角的改变而变化，即
{\displaystyle {dC_{m} \over d\alpha }=0,}
其中{\displaystyle C_{m}}为该点的俯仰力矩系数，{\displaystyle \alpha }为迎角。根据薄翼理论，空气动力中心位于翼型的四分之一弦长处。
空气动力中心是飞机稳定性分析中的重要参数。当空气动力中心靠后时，飞机更为稳定。